# Herb gminy Nurzec-Stacja
Herb gminy Nurzec-Stacja – jeden z symboli gminy Nurzec-Stacja, ustanowiony 27 czerwca 2025.

## Wygląd i symbolika
Herb przedstawia na tarczy w polu srebrnym zielony dąb z pniem identycznego koloru, wyrastający z zielonej murawy o wysokości 1/3 tarczy, a pod drzewem złoty symbol Polskich Kolei Państwowych, nawiązujący do nazwy gminy. 